# Тхал
Пустеля Тхал розташована в Пенджабі (Пакистан). Це — обширний регіон, головним чином, між річками Джелум та Інд в околиці плато Потохар. Його повна довжина з півночі на південь становить 305 км, і його максимальна ширина становить 112 км, тоді як мінімальна ширина становить 32 км. Ця область розділена на райони Бхаккар, Хушаб, Міанвалі, Джхан, Лайя, і Музафаргар. Географічно вона нагадує пустелі Чолістан і Тар.
| Пакистан | Це незавершена стаття з географії Пакистану. Ви можете допомогти проєкту, виправивши або дописавши її. |

1. ↑  GEOnet Names Server — 2018.